# Bugs Bunny in Double Trouble
Bugs Bunny in Double Trouble — видеоигра в жанре платформер, разработанная компаниями Probe Entertainment, Climax и Atod и изданная Sega Enterprises для игровых платформ Sega Game Gear и Sega Mega Drive/Genesis. Основывается на мультфильмах и комиксах о приключениях кролика Багз Банни и его друзей.

## Обзор игры

Кадр из первого уровня версии для Sega Mega Drive/Genesis

Кролику Багз Банни снится сон, в котором Йоземит Сэм создаёт робота-монстра по имени Госсамер и тот неожиданно выходит из-под контроля. Теперь Багз Банни должен остановить его.
Игра представляет собой платформер с боковым сайд-скроллингом и двухмерной графикой с элементами трёхмерной перспективы и состоит из нескольких уровней (лес, подземелье, рыцарский замок). По графическому оформлению игра сходна с серией мультфильмов Looney Tunes.
Игровой процесс заключается в следующем. Кролик Багз Банни перемещается по уровню, на котором находятся враги и полезные предметы и выполняет какое-либо задание. Например, на уровне Duck! Rabbit, Duck! нужно сменить все таблички с изображением Багза на изображение Даффи Дака, чтобы охотник Элмер Фадд в итоге подстрелил последнего.
В игре также присутствуют логические элементы. На одном из уровней — Bully for Bugs — нужно с помощью динамита освободить проход на следующий уровень, а на другом — открывать перегородки с помощью рычагов.
Полезные предметы в игре довольно разнообразны. Маленькая морковь восстанавливает здоровье персонажа, большая — даёт дополнительную жизнь, часы замедляют время, ботинки позволяют быстро перемещаться, а бутылка с некой жидкостью предоставляет временную неуязвимость. Некоторые предметы помогают при прохождении — например, горшок с клеем на некоторое время обездвиживает преследующего героя Даффи Дака. Также встречаются особые предметы, без которых нельзя завершить уровень.

## Оценки
Оценки игры критиками были в основном средними. Например, версии для Sega Game Gear игровой журнал GamePro поставил оценку 3 балла из 5, а другой журнал — VideoGames & Computer Entertainment — оценил версию для Sega Mega Drive/Genesis в 49 баллов из 100.
Информационные сайты GameSpot и GameFAQs и поставили версии для Sega Game Gear оценки 5,8 и 6, а версии для Sega Mega Drive/Genesis — 5,5 и 6,5 баллов из 10.
Рецензенты положительно оценили дизайн уровней, невысокую сложность игры и присутствие в ней персонажей Looney Tunes и Merry Melodies — Даффи Дака, Элмера Фадда, Марсианина Марвина и др. Среди недостатков были названы звуковое и музыкальное сопровождение уровней.